# تحلیل‌گر کابل

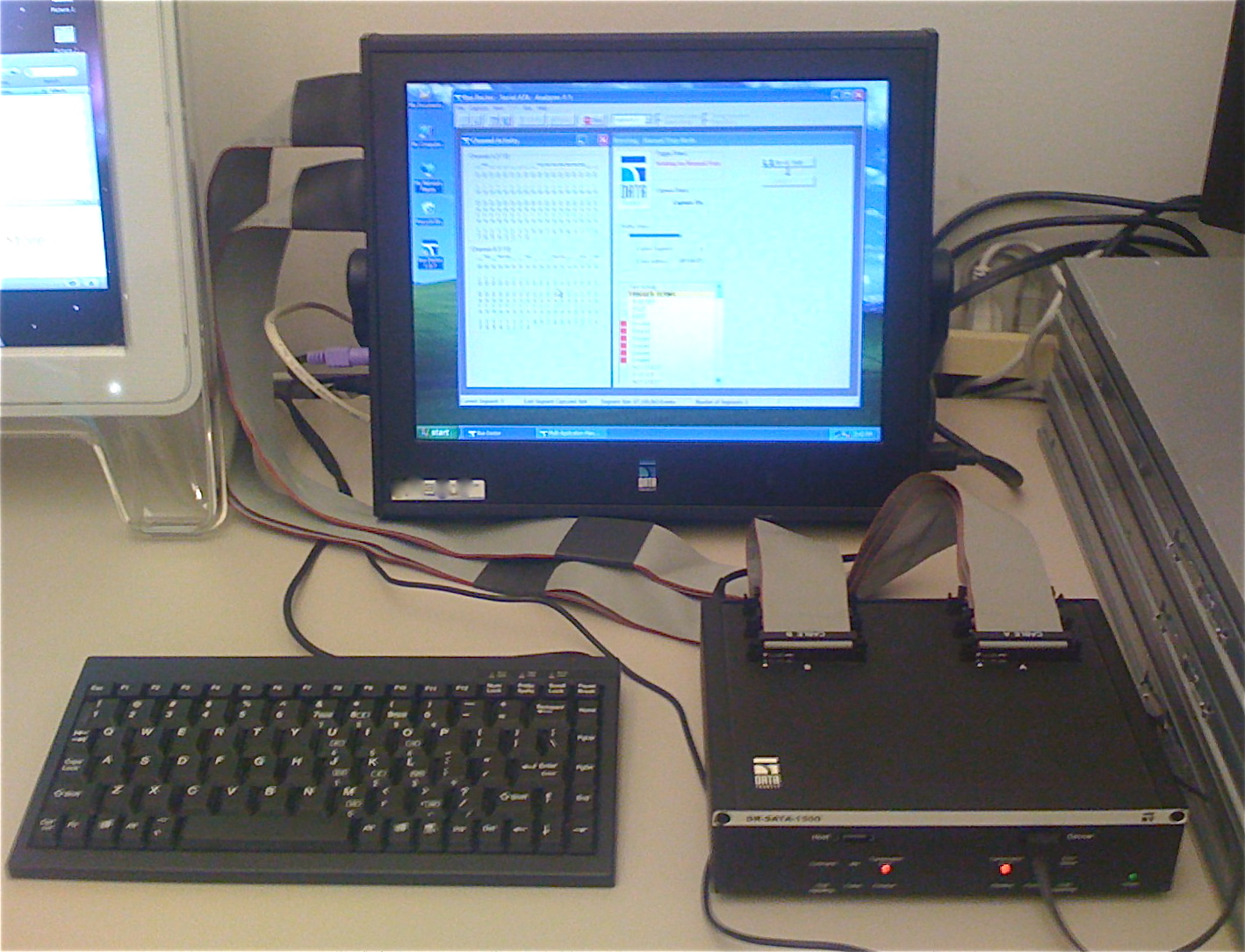
یک تحلیل‌گر کابل نمونه: این دستگاه دارای یک تطبیق‌دهنده است که به آن اجازه می‌دهد با دستگاه‌های ساتا ارتباط برقرار کند.

تحلیل‌گر کابل (به انگلیسی: bus analyzer) نوعی ابزار تجزیه و تحلیل پروتکلی است که برای ضبط و تجزیه و تحلیل داده‌های مخابراتی در یک کابل واسط خاص که معمولاً در یک سیستم سخت‌افزاری تعبیه شده‌است، استفاده می‌شود. قابلیت تحلیل‌گر کابل به مهندسان طراحی، آزمایش و اعتبارسنجی کمک می‌کند تا طرح‌های خود را در چرخه‌های طراحی یک محصول مبتنی‌بر سخت‌افزار بررسی، آزمایش، اشکال‌زدایی و اعتبار دهند. همچنین در مراحل بعدی چرخه عمر محصول، در بررسی هم‌کنش‌پذیری (به انگلیسی: interoperability) ارتباط بین سامانه‌ها و بین اجزاء و شفاف‌سازی نگرانی‌های پشتیبانی سخت‌افزاری کمک می‌کند.
برخی از تحلیل‌گرهای منطقی پیشرفته گزینه‌های واجد شرایط ذخیره‌سازی داده را ارائه می‌دهند که همچنین می‌تواند ترافیک کابل را فیلتر کند و ویژگی‌های شبه-تحلیل‌گر کابل را ممکن‌سازد.